# Joaquim de Sousa Andrade
Joaquim de Sousa Andrade (Guimarães, 1833. július 9. – São Luís, 1902. április 20.) amerikai-brazil író és költő. A kondorizmus tagjaként Brazíliában ma is a szimbolizmus és a modernista költészet jelképének számít a sokáig Amerikában élő Andrade.
Ő tervezte Maranhão állam zászlaját is.